# Coppa Italia 1990/1991
Pohárový ročník Coppa Italia 1990/91 byl 44. ročník italského poháru. Soutěž začala 26. srpna 1990 a skončila 9. června 1991. Zúčastnilo se jí celkem 48 klubů.
Obhájce z minulého ročníku byl klub Juventus FC.

## Vítěz
| Coppa Italia 1990/91 AS Řím (7. titul) |